# 高加索神話
高加索神話（英語：Caucasian mythology）是指高加索地區各個民族的神話和民間故事。
高加索神話包含:
- 北高加索:
  - 納爾特敘事詩
  - 奧塞提亞神話（英语：Ossetian_mythology）
  - 納赫神話、涵蓋車臣神話和印古什神話。

- 南高加索:
  - 喬治亞神話（英语：Georgian_mythology）
  - 亞美尼亞神話（英语：Armenian mythology）
  - 亞塞拜然神話（英语：Azerbaijani_mythology）